# Horst-Rot-Schwingel
Der Horst-Rot-Schwingel (Festuca nigrescens), auch Schwärzlicher Rot-Schwingel genannt, ist eine Pflanzenart aus der Gattung Schwingel (Festuca) innerhalb der Familie der Süßgräser (Poaceae).

## Beschreibung

### Vegetative Merkmale
Der Horst-Rot-Schwingel ist ein ausdauernde krautige Pflanze und erreicht Wuchshöhen von 20 bis 90 Zentimetern. Er bildet nur etwa 2 bis 5 Millimeter lange Ausläufer und wächst daher charakteristisch dichthorstig.
Die borstlichen Blattspreiten weisen einen Durchmesser von 0,4 bis 1, zuweilen 1,1 Millimeter auf, verfügen über fünf bis sieben Leitbündel und sind meist dunkel-grün, seltener etwas blau-grün. Die Spitze ist glatt.

### Generative Merkmale
Die Blütezeit liegt im Juni. Die Ährchen sind 6,5 bis 9,5 Millimeter lang. Die Deckspelzen sind 4 bis 6,5 Millimeter lang und tragen eine 1 bis 4 Millimeter lange Granne. Die Staubbeutel sind 2,5 bis 3 Millimeter lang.
Die Chromosomenzahl beträgt 2n = 28 oder 42.

## Ökologie
Beim Horst-Rot-Schwingel handelt es sich um einen Hemikryptophyten.

## Vorkommen
Der Horst-Rot-Schwingel ist in weiten Teilen Europas verbreitet. Er kommt fast in allen Ländern Europas vor und fehlt nur in den Niederlanden, Irland, Island, im Baltikum, Belarus, Russland, Moldau, Nordmazedonien, Montenegro und in der Türkei. In Dänemark und Albanien ist die Ursprünglichkeit zweifelhaft, in Finnland kommt die Art eingeschleppt vor.
In Deutschland kommt der Horst-Rot-Schwingel vor allem in den Triften und Magerwiesen des Berglandes vor. Der Horst-Rot-Schwingel wächst außerdem in Ruderalfluren und in Siedlungsbrachen, krautigen Waldlichtungsfluren, in Borstgrasrasen, in Glatthafer-Talfettwiesen, auf öffentlichen Grünflächen und Anlagen. Der Horst-Rot-Schwingel gedeiht am besten auf frischen, oft nährstoffarmen, sauren und humosen Böden. Der Horst-Rot-Schwingel steigt in den Alpen im Kanton Wallis am Pic d'Artsinol bis zu einer Höhenlage von fast 3000 Metern auf. Er wächst optimal in Magerweiden des Verbands Cynosurion und Magerwiesen des Verbands Polygono-Trisetion, kommt aber auch in Pflanzengesellschaften des Verbands Violion caninae vor.

## Systematik
Die Erstveröffentlichung von Festuca nigrescens erfolgte 1788 durch Jean Baptiste de Monnet de Lamarck in Jean Baptiste de Monnet de Lamarck und Jean Louis Marie Poiret: Encyclopédie Méthodique, Botanique, 2, 2, Seite 460.
Die Art Festuca nigrescens Lam. gehört zur Rot-Schwingel-Gruppe (Festuca rubra agg.) in der Gattung Festuca. Es handelt sich bei dieser Art um einen Komplex noch unzureichend erforschter Sippen. Es werden in der Literatur bei wenigen Autoren zwei Unterarten genannt: Festuca nigrescens Lam. subsp. nigrescens und die feinblättrigere Festuca nigrescens subsp. microphylla (St.-Yves) Markgr.-Dann.

## Nutzung
Aufgrund von sehr feinen Blättern und einer dichten Narbe gilt Horstrotschwingel als beispielhafte Rasenart, die auch als Zierrasen gesät wird.